# Gonzague de Reynold

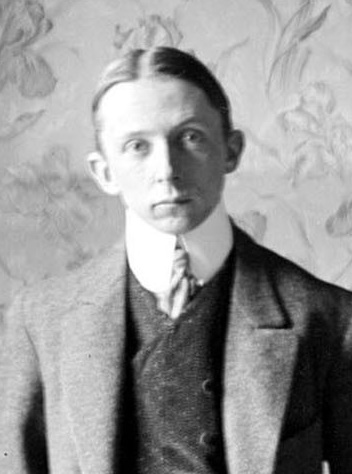
Fotografiado durante la Primera Guerra Mundial

Louis Gonzague Frédéric Marie Maurice de Reynold (Friburgo, 15 de julio de 1880-Friburgo, 9 de abril de 1970) más conocido como Gonzague de Reynold fue un autor e historiador suizo nacionalista y de derecha.

## Biografía
Nacido en Friburgo el 15 de julio de 1880 como hijo único en el seno de una familia aristocrática. Nacionalista, evocador del Antiguo Régimen, e influido intelectualmente por Charles Maurras, fue el principal teórico de la Nueva Derecha fin-de-siècle en Suiza; en la década de 1930 fue el proponente de un Estado autoritario análogo al Estado Novo portugués, y entre 1939 y 1942 se mostró proclive a imbuirse del Neuordnung nazi.
Llegó a desempeñar el cargo de presidente de la Neue Helvetische Gesellschaft.
Falleció el 9 de abril de 1970 en su ciudad natal.